# Karla e il sogno di Jonas
Karla e il sogno di Jonas (Karla og Jonas) è un film del 2010 diretto da Charlotte Sachs Bostrup. È il terzo ed ultimo capitolo cinematografico della serie di romanzi per ragazzi scritta dall'ex modella danese Renée Toft Simonsen e narrante le avventure della piccola e vivace Karla.

## Trama
Karla ha conosciuto Jonas durante una vacanza estiva al lago e da allora ne è innamorata. Di lui, però ha solo il numero di telefono e il ricordo del bacio che le ha dato la sera prima del ritorno del ragazzo in città, a Copenaghen.
Nonostante da allora sia passato tanto tempo, Karla proprio non riesce a non pensare a Jonas, tuttavia ha paura di contattarlo perché convinta che ormai si sia dimenticato di lei. Durante un pomeriggio in compagnia della sua migliore amica Kathrine, Karla si fa convincere a chiamarlo e, con la scusa di dover svolgere un compito per scuola sulla vita nelle case-famiglia, gli chiede se sia possibile andare nell'istituto dove vive per fargli delle domande. Non essendoci alcun problema al riguardo, il giorno dopo, quello del tredicesimo compleanno di Jonas, Karla si presenta all'istituto e i due ragazzi si rincontrano dopo diversi mesi. Durante la piccola festicciola organizzata per l'occasione, però, Jonas viene a sapere che Michael, l'educatore a cui è più legato, dovrà trasferirsi in un riformatorio per giovani criminali. Sconvolto dalla notizia, Jonas si allontana in lacrime. Karla lo insegue, tentando prima di consolarlo e poi di convincerlo a cercare la madre biologica tramite il programma televisivo “Spårlöst” (Scomparsi), che è solito occuparsi di casi simili. I due ragazzi, così, si recano agli uffici dell'emittente televisiva e, dopo una lunga attesa, riescono finalmente a parlare con la conduttrice dello show, la quale, tuttavia, dice loro che il programma non tratta di casi riguardanti minorenni.
Delusi ed amareggiati dall'accaduto, i ragazzi si fanno accompagnare da Leif, il patrigno di Karla, nella casa dove quest'ultima vive con la famiglia e che, per quella sera, avrebbe ospitato anche Jonas a cena. La serata, però, non si conclude benissimo: infatti, seppur involontariamente, Karla offende l'amico con una frase fuori luogo: triste ed in preda ai sensi di colpa
per averlo salutato così, la ragazza ne parla mestamente con Kathrine, che la convince ad andarlo nuovamente a trovare all'istituto per chiedergli scusa. Karla torna dunque da Jonas e, dopo essersi scusata, idea con lui un piano per conoscere l'identità della madre biologica dell'amico. E così, dopo aver ottenuto il permesso di restare a dormire all'interno della struttura ed aver capito che il ragazzo non ha una fidanzata, la protagonista si intrufola con lui nella stanza dove si trovano i documenti di tutti i ragazzi dell'istituto e, dopo aver corso il rischio di venire sorpresa con le mani nel sacco, scopre che Jonas è nato ad Aarhus e che il nome di sua madre è Nanna Nielsen. Al ritorno in camera, una volta stampata una lista di tutte le donne con quel nome residenti in quella città, Karla confessa all'amico di aver inventato la storia del compito e gli espone l'idea di come recarsi ad Aarhus all'insaputa di tutti.
Il venerdì successivo Karla e Jonas si vedono alla stazione e, dopo essersi resi conto di non avere soldi a sufficienza, decidono di salire sul treno senza biglietto. Durante il viaggio, però, i due protagonisti sono costretti ad abbandonare in fretta e furia il convoglio al fine di evitare un controllore e approfittano dell'attesa del treno successivo per consumare un veloce pranzo. Una volta giunti a destinazione i due ragazzi iniziano la ricerca della madre biologica di Jonas, ma rimangono ben presto al verde dopo aver speso tutti i loro soldi in un'infausta corsa all'interno di un taxi (durante la quale Karla ha invano tentato di prendere per mano l'amico). Costretti così a girare a piedi o a trovare volta per volta mezzi di fortuna, i due continuano senza successo le ricerche fino a tarda sera, quando, ormai sfiniti, decidono di dormire su una panchina della stazione. All'interno della stazione, però, i ragazzi vengono avvicinati da tre loschi figuri che li invitano a passare la notte da loro: per Jonas, stanchissimo, la proposta è irrinunciabile, mentre Karla, al contrario, è molto più dubbiosa e si unisce al gruppo solamente all'ultimo momento. Una volta arrivati a casa degli sconosciuti, però, i due amici si rendono conto di non essere capitati in un posto adatto a due tredicenni e decidono di scappare dalla nonna di Karla che, per loro fortuna, vive proprio ad Aarhus e che li ospiterà per quella notte.
Il mattino seguente i due ragazzi riprendono le ricerche e bussano alla porta di un'anziana signora, che confessa loro di non chiamarsi Nanna Nielsen come indicato sulla porta di casa, ma di conoscere una donna con lo stesso nome, dalla quale aveva preso l'appartamento e di cui conservava ancora un biglietto da visita. Karla e Jonas, così, si recano subito all'indirizzo della parruccheria indicata sul biglietto, tuttavia vengono a sapere che nessuna donna con quel nome vi lavora. È un brutto colpo per Jonas, che, ormai stufo dei continui insuccessi, si dice pronto ad abbandonare il sogno di conoscere finalmente sua madre. Proprio in quel momento, però, all'interno del negozio entra una donna bionda che assomiglia tantissimo a quella raffigurata nella foto che Jonas ha come unico ricordo della madre. I due ragazzi allora corrono a chiedere informazioni di lei e scoprono che il suo nome è Nanna Østergaard e che, effettivamente, in quel negozio ci lavora come parrucchiera. Incuriosita dalla situazione, Karla, al fine di poterle fare qualche domanda, chiede di potersi far fare un taglio da lei: in questo modo ben presto viene a sapere che la donna aveva cambiato cognome in seguito ad un matrimonio e che in precedenza si chiamava proprio Nielsen. Jonas, che durante tutto il viaggio è sempre stato un po' spaventato all'idea di conoscere la sua madre biologica, conscio ormai del fatto che tutti i tasselli si stanno incastrando perfettamente, si siede immerso nei pesanti pensieri e nelle forti emozioni che un ragazzo sensibile come lui può provare in una situazione del genere. Anche Karla oramai è conscia del fatto di essere vicina alla soluzione del caso, e per questo svela alla signora Østergaard tutte le sue supposizioni, supposizioni che vengono confermate da Nanna, che, ormai in lacrime dalla felicità, ammette di aver dovuto dare il proprio figlio in adozione perché all'epoca della sua nascita lei era appena sedicenne ed aveva grossi problemi con il suo fidanzato di allora. Adesso però è felicemente sposata, ha una bambina ed è pronto ad accoglierlo a casa.
All'uscita da lavoro, Nanna accompagna i due ragazzi a casa, in modo che Jonas avrebbe potuto così conoscere il suo nuovo papà Mikkel e la sua piccola sorellina Line. Se per Jonas tutto stava finalmente andando a gonfie vele, lo stesso di certo non si poteva dire per Karla, psicologicamente distrutta dal fatto che il ragazzo che ama, ora che si trasferirà ad Aarhus, si farà una nuova vita e si dimenticherà di lei. Durante il viaggio di ritorno per Copenaghen, Karla resta in silenzio immersa nei suoi tristi pensieri, fino al momento dei saluti, quando Jonas le chiede che cosa le stia prendendo. La ragazza allora gli confessa tutti i suoi turbamenti, ricevendo però dall'amico la miglior risposta possibile: la sua nuova famiglia, infatti, si sarebbe trasferita da lì a poco a Copenaghen per il nuovo lavoro di Mikkel! Notevolmente rassicurata, Karla trova finalmente il coraggio di chiedergli perché quella notte d'estate l'avesse baciata e se prova ancora gli stessi sentimenti di allora. Alla risposta positiva del ragazzo, gli occhi di entrambi brillano di felicità e Karla e Jonas possono finalmente baciarsi e salutarsi dolcemente.

## Colonna sonora
Le canzoni presenti nel film sono:
- These streets di Trolle/Siebenhaar
- Hvis du tager mig med di Jens Unmack
- Teriyaki di Johnson/Kramhøft
- Butterfly di Simone Tang